# Лоз-Дюперре, Клод Ромен
Клод Роме́н Лоз-Дюперре́ (фр. Claude Romain Lauze-Duperret или Lauze de Perret) (28 февраля 1747, Апт (Франция), Воклюз — 31 октября 1793, Париж) — политический деятель Великой французской революции, депутат Законодательного собрания и Национального Конвента.

## Биография
Происходил из знатной семьи, жившей в Севеннах. Владел собственной маслобойной фабрикой в Апте. Советник королевского мэра, а с 1772 года мэр городка Saint-Étienne-Vallée-Française. Депутат Законодательного собрания от департамента Буш-дю-Рон, заседал с крайними левыми этого Собрания. В 1792 году был активным членом Якобинского клуба, из которого вышел после сближения с жирондистами. По его предложению 23 ноября 1792 года Якобинский клуб стал называться «Обществом друзей Свободы и Равенства».
Депутат Конвента от того же департамента, голосовал за изгнание короля и отсрочку казни. Отметился в этом Собрании как экзальтированный человек. 11 апреля 1793 года, во время стычки жирондистов с монтаньярами, Лоз-Дюперре со шпагой в руке устремился на Марата; монтаньяры потребовали отправить его в тюрьму. Призванный к ответу, Лоз-Дюперре воскликнул: «Начиная с открытия Конвента, я борюсь против преступной орды, которая стремится ниспровергнуть общественное дело... Но я клянусь, если бы я позволил себе в приступе ярости поднять руку на представителя народа, то я, кажется, застрелился бы».
Лоз-Дюперре избег изгнания, которое поразило его друзей-жирондистов 2 июня 1793 года, но продолжал переписываться с Барбару и другими беглецами. 11 и 12 июля встречался с приехавшей из Кана Шарлоттой Корде, за что был объявлен соучастником убийства Марата и заключён в тюрьму Аббатства Сен-Жермен. Отдан под суд декретом от 3 октября 1793 года, осуждён на процессе жирондистов и гильотинирован вместе с ними на Площади Революции.